# Белци
Белци или Бълци (на молдовски: Bălţi, Бълци) е град в Северна Молдова. Разположен е на река Ръут, а населението му е около 144 800 души (2013 г.), което го нарежда на трето място в страната след Кишинев с 671 800 към 2013 г. и Тираспол със 159 163 към 2005 г.

## Име
В превод от румънски думата bălți означава „тресавища“ (ед. ч. baltă). Смята се, че градът е бил наречен така, защото е основан на хълм, извисяващ се над мочурливите райони, където Ръуцел (Малък Ръут) се влива в Ръут.

## Население
| Етнически групи | Население | Процент |
| --------------- | --------- | ------- |
| молдовани       | 66 877    | 52,4 %  |
| украинци        | 30 288    | 23,7%   |
| руснаци         | 24 526    | 19,2%   |
| румънци         | 2258      | 1,8%    |
| поляци          | 862       | 0,7%    |
| евреи           | 411       | 0,3%    |
| българи         | 297       | 0,2%    |
| цигани          | 272       | 0,2%    |
| гагаузи         | 243       | 0,2%    |
| други           | 1527      | 1,2%    |
| неизяснени      | 183       | 0,1%    |
| Общо            | 127 600   | 100%    |

### Религия
127 600 души (2004)
110 961 – православни, 2609 – баптисти, 990 – католици, 576 – адвентисти, 487 – петдесятници, 296 – методисти, 166 – евангелисти, 106 – мюсюлмани, 77 – презвитериани, 2252 – привърженици на други религии, 3304 – агностици, 544 – атеисти, 5193 – непосочили религията си.